# TNFAIP8L2
TNFAIP8L2 (англ. TNF alpha induced protein 8 like 2) – білок, який кодується однойменним геном, розташованим у людей на 1-й хромосомі. Довжина поліпептидного ланцюга білка становить 184 амінокислот, а молекулярна маса — 20 556.
| 10         |  | 20         |  | 30         |  | 40         |  | 50         |
| ---------- |  | ---------- |  | ---------- |  | ---------- |  | ---------- |
| MESFSSKSLA |  | LQAEKKLLSK |  | MAGRSVAHLF |  | IDETSSEVLD |  | ELYRVSKEYT |
| HSRPQAQRVI |  | KDLIKVAIKV |  | AVLHRNGSFG |  | PSELALATRF |  | RQKLRQGAMT |
| ALSFGEVDFT |  | FEAAVLAGLL |  | TECRDVLLEL |  | VEHHLTPKSH |  | GRIRHVFDHF |
| SDPGLLTALY |  | GPDFTQHLGK |  | ICDGLRKLLD |  | EGKL       |  |            |

A: Аланін

C: Цистеїн

D: Аспарагінова кислота

E: Глутамінова кислота

F: Фенілаланін

G: Гліцин

H: Гістидин

I: Ізолейцин

K: Лізин

L: Лейцин

M: Метіонін

N: Аспарагін

P: Пролін

Q: Глутамін

R: Аргінін

S: Серин

T: Треонін

V: Валін

Задіяний у таких біологічних процесах, як імунітет, вроджений імунітет. 